# St Briavels
St Briavels est une paroisse civile et un village du Gloucestershire, en Angleterre.